# Aleksa Smiljić
Aleksa Smiljić (25 novembre 1999) è un giocatore di football americano serbo, che gioca nel ruolo di wide receiver per i Kragujevac Wild Boars.